# Stilobezzia lutea
Stilobezzia lutea är en tvåvingeart som först beskrevs av Malloch 1918.  Stilobezzia lutea ingår i släktet Stilobezzia och familjen svidknott. Inga underarter finns listade i Catalogue of Life.